# Boynuyaralı Mehmed Paša
Boynuyaralı Mehmed Paša (? – 1665) byl osmanský státník. V roce 1656 byl krátce i velkovezírem (26. dubna – 15. září).
Mehmed Paša bojoval v Osmansko-Safíovské válce pod vedením sultána Murada IV. Během bitvy byl zraněn na krku, díky tomu získal přezdívku Boynuyaralı (turecky: zraněn na krku). Jako mladý seržant a generál se podílel na popravě satirického básníka Nef'iho.